# Alkuser Rotspitze
Alkuser Rotspitze är en bergstopp i Österrike.   Den ligger i distriktet  Lienz och förbundslandet Tyrolen, i den centrala delen av landet, 300 km sydväst om huvudstaden Wien. Toppen på Alkuser Rotspitze är 3 071 meter över havet, eller 485 meter över den omgivande terrängen. Bredden vid basen är 5,7 km.
Terrängen runt Alkuser Rotspitze är huvudsakligen mycket bergig. Närmaste större samhälle är Lienz, 10,3 km söder om Alkuser Rotspitze. 